# Suzanne Eaton
Suzanne Eaton (ur. 23 grudnia 1959 w Oakland, zm. 2 lipca 2019 w Chanii) – amerykańska uczona, profesor Uniwersytetu Technicznego w Dreźnie, kierowniczka grupy badawczej w MPI-CBG.

## Życiorys i wczesna edukacja
Eaton urodziła się 23 grudnia 1959 w Oakland w stanie Kalifornia (USA). Według niej samej, w dzieciństwie jej wzorem była postać Spocka z serii Star Trek, ponieważ cechował się on racjonalnym podejściem do rozwiązywania problemów. Eaton od ósmego roku życia grała na fortepianie.
Na studiach wahała się pomiędzy biologią a komparatystyką lub matematyką. Czynnikiem, który skłonił ją ku biologii, był fakt, że jeden z kursów wykładany był w oparciu o literaturę przedmiotu, a nie o podręcznik akademicki, co entuzjastycznie nastawiło ją do badań biologicznych. Przez rok pracowała jako technik laboratoryjny oraz kelnerka w barze serwując koktajle.
Eaton uzyskała BSc z biologii na Uniwersytecie Browna, a w 1988 roku uzyskała stopień naukowy doktora (PhD) na Uniwersytecie Kalifornijskim w Los Angeles w grupie badawczej Kathryn Calame.

## Kariera naukowa
Eaton początkowo skupiała się na badaniach genów ciężkich łańcuchów immunoglobulin na Uniwersytecie Kalifornijskim w Los Angeles w zespole prowadzonym przez Kathryn Calame. W 1988 zmieniła dziedzinę na biologię rozwoju, badając jak komórki uzyskują tożsamość tkankową (różnicują się w kierunku tkanek), używając D. melanogaster jako organizmu modelowego. Badania te prowadziła na tym samym uniwersytecie w grupie Thomasa B. Kornberga.
W 1993 przeprowadziła się do Niemiec i podjęła pracę w European Molecular Biology Laboratory (EMBL) w Heidelbergu w grupie Kaia Simonsa, gdzie badała jak cytoszkielet wpływa na polaryzację komórek w tkankach D. melanogaster.
W 2000 była jednym z kierowników grup, którzy uczestniczyli w zakładaniu MPI-CBG w Dreźnie. Jej zespół skupił się na badaniach nad tym, jak cząsteczki sygnałowe oraz mechaniczne właściwości komórek współdziałają w formowaniu tkanek. W 2015 roku została profesorem biologii komórkowej rozwoju bezkręgowców Uniwersytetu Technicznego w Dreźnie.

## Nagrody i wyróżnienia
- 1977: New York State Regents Scholar[1]
- 1988: Sydney C. Rittenberg Award for Distinguished Academic Achievement in Microbiology, Association of Academic Women (Nagroda Sydneya C. Rittenberga za Szczególne Osiągnięcia Akademickie w Mikrobiologii Akademickiego Stowarzyszenia Kobiet)[1]
- 2006: Women in Cell Biology Junior Award for Excellence in Research, American Society for Cell Biology (Nagroda za Wybitne Badania dla Kobiet w Biologii Komórki Amerykańskiego Stowarzyszenia Biologii Komórki)[2]

## Życie prywatne
Eaton była zamężna z brytyjskim naukowcem Anthonym Hymanem, z którym miała dwójkę dzieci. Aktywnie uprawiała sport, biegała oraz miała czarny pas w taekwondo.

## Zaginięcie i śmierć
Eaton zaginęła 2 lipca 2019 roku w trakcie pobytu na konferencji naukowej w kreteńskim mieście Chania. Ostatni raz widziano ją grającą na fortepianie w hotelowym holu, a sukienkę, którą wtedy nosiła znaleziono w jej pokoju. W pokoju znaleziono także jej paszport, telefon, zegarek, pieniądze i buty do pływania. Brakowało jedynie butów i koszulki do biegania, w związku z czym przyjęto, że zaginęła podczas codziennego joggingu. Grecka policja odnalazła jej ciało 8 lipca wewnątrz bunkra z czasów II wojny światowej. Bezpośrednią przyczyną zgonu była asfiksja. Inne obrażenia obejmowały połamane żebra i kości twarzy, poranione były dłonie. Po śledztwie ujęto 27-letniego Greka, Giannisa Paraskakisa, który przyznał się do dwukrotnego potrącenia Eaton swoim samochodem, po którym umieścił ją w bagażniku, wywiózł do bunkra, zgwałcił i zostawił na śmierć. Po opublikowaniu jego zdjęcia w wiadomościach, na policję zgłosiło się jeszcze kilka kobiet, które były przez niego napadnięte w podobny sposób, ale udało im się uciec. Sam Paraskakis przyznał się do potrącania kobiet, które mu się podobały.

## Fundusz pamięci
W uhonorowaniu interdyscyplinarnego dorobku Suzanne Eaton, Instytut Biotechnologii Molekularnej w Austrii ustanowił fundusz pamięci, statutowo wspierającym interdyscyplinarne przedsięwzięcia młodych naukowców.